# Diavoli Vicenza 2011-2012
Questa pagina raccoglie i dati riguardanti i Diavoli Vicenza nelle competizioni ufficiali della stagione 2011-2012.

## Stagione
I Diavoli iniziano gli allenamenti il 25 agosto 2011 con diverse novità rispetto alla passata stagione. In primis, dopo il passaggio di Andrea Bellinaso alla guida del settore giovanile, il ritorno sulla panchina dei Diavoli di Angelo Roffo, fresco dell'argento con la nazionale ai mondiali di Roccaraso come vice-allenatore, e per due anni alla testa dei vicentini con i quali ha raggiunto nella stagione 2008-09 la finale scudetto e la finale di Coppa Italia.
I nuovi arrivi dal mercato estivo sono il portiere Andrea Alberti arrivato dal Ferrara Hockey e secondo portiere ai mondiali di Roccaraso, il difensore della nazionale Fabio Rigoni, colpo di mercato degli ultimi giorni, arrivato dai Ghosts Hockey Team Padova, l'attaccante Roberto Bortot in prestito dai Lions Arezzo Hockey Club. Rientra, dopo un anno in prestito ai Lions Arezzo Hockey Club, l'attaccante Massimo Stevanoni. Torna anche Matteo Agerde, giovane attaccante asiaghese di talento, che aveva giocato nelle giovanili dei Diavoli nel 2003.
Nel mercato in uscita i prestiti riguardano Marco Pesavento e Simone Rigoni, rispettivamente portiere ed attaccante della squadra biancorossa da quasi dieci anni, che giocheranno entrambi per A.S.D. Cittadella Hockey. Lasciano i Diavoli anche Fabio Dalle Ave, difensore, la cui decisione è di concludere la propria carriera, e Giacomo Zazzaron, attaccante, che giocherà nell'Hockey Empoli, formazione neo promossa nella massima serie.

## Organigramma societario
Dal sito internet ufficiale della società.
Area direttiva
- Presidente: Stefano Costa
- Presidente Onorario: Cav. Lino Dori
- Vice Presidenti: Mario Bellinaso
- Responsabile Amministrativo: Maurizio Scaggiari

Area organizzativa
- Direttore sportivo: Mario Bellinaso
- Team leader: Marco A. Ferrari

Area comunicazione
- Addetto stampa: Sabrina Nicoli

Serie A1
- Allenatore: Angelo Roffo
- Allenatori in seconda: Andrea Bellinaso

Serie B
- Responsabile serie B: Matteo Zarantonello
- Allenatore: Nicola De Simoni

Settore Giovanile
- Responsabile settore giovanile: Carlo Formaggio, Stefano De Lorenzi, Diego Peretti
- Allenatore: Andrea Bellinaso

## Serie A1

### Hockeymercato

#### Sessione estiva
| Acquisti e prestiti | Acquisti e prestiti | Acquisti e prestiti       |
| Ruolo               | Nome                | da                        |
| ------------------- | ------------------- | ------------------------- |
| P                   | Andrea Alberti      | Ferrara Hockey            |
| D                   | Fabio Rigoni        | Ghosts Hockey Team Padova |
| D                   | Ingemar Gruber      | -                         |
| A                   | Roberto Bortot      | Lions Arezzo Hockey Club  |

| Cessioni e prestiti | Cessioni e prestiti | Cessioni e prestiti      | Cessioni e prestiti |
| Ruolo               | Nome                | a                        |                     |
| ------------------- | ------------------- | ------------------------ | ------------------- |
| P                   | Marco Pesavento     | A.S.D. Cittadella Hockey |                     |
| D                   | Fabio Dalle Ave     | fine carriera            |                     |
| A                   | Giacomo Zazzaron    | Hockey Empoli            |                     |
| A                   | Simone Rigoni       | A.S.D. Cittadella Hockey |                     |

#### Sessione invernale
| Acquisti e prestiti | Acquisti e prestiti | Acquisti e prestiti       |
| Ruolo               | Nome                | da                        |
| ------------------- | ------------------- | ------------------------- |
| A                   | Riccardo Mosele     | Ghosts Hockey Team Padova |

| Cessioni e prestiti | Cessioni e prestiti | Cessioni e prestiti | Cessioni e prestiti |
| Ruolo               | Nome                | a                   |                     |
| ------------------- | ------------------- | ------------------- | ------------------- |
| A                   | Michele Ciresa      | Edera Trieste       |                     |

### Rosa
| #  | Ruolo      | Naz.              | Nome e Cognome                  |
| -- | ---------- | ----------------- | ------------------------------- |
| 1  | Portiere   | Italia (bandiera) | Daminano Guglielmi              |
| 6  | Portiere   | Italia (bandiera) | Nicola Valbusa                  |
| 20 | Portiere   | Italia (bandiera) | Jacopo Costa                    |
| 31 | Portiere   | Italia (bandiera) | Andrea Alberti                  |
| 00 | Difensore  | Italia (bandiera) | Fabio Rigoni                    |
| 2  | Difensore  | Italia (bandiera) | Antonio Bellinaso vice capitano |
| 10 | Difensore  | Italia (bandiera) | Michele Valbusa                 |
| 67 | Difensore  | Italia (bandiera) | Ingemar Gruber                  |
| 73 | Difensore  | Italia (bandiera) | Michael Corradin vice capitano  |
| 86 | Difensore  | Italia (bandiera) | Stefano Testa                   |
| 87 | Difensore  | Italia (bandiera) | Mattia Betello                  |
| 88 | Difensore  | Italia (bandiera) | Fabio Testa                     |
| 7  | Attaccante | Italia (bandiera) | Matteo Agerde                   |
| 11 | Attaccante | Italia (bandiera) | Filippo Pozzan                  |
| 15 | Attaccante | Italia (bandiera) | Luca Felicetti                  |
| 18 | Attaccante | Italia (bandiera) | Roberto Bortot                  |
| 19 | Attaccante | Italia (bandiera) | Marco Grigoletto                |
| 23 | Attaccante | Italia (bandiera) | Luca Roffo Capitano             |
| 33 | Attaccante | Italia (bandiera) | Riccardo Mosele                 |
| 34 | Attaccante | Italia (bandiera) | Fabrizio Maran                  |
| 80 | Attaccante | Italia (bandiera) | Massimo Stevanoni               |
| 99 | Attaccante | Italia (bandiera) | Fabio Gamba                     |

### Coppa Italia

#### Quarti di finale
| Arbitro: | Bortoli, Raia |

|  |           |                                                                               |
|  | Marcatori | 1.31 Agerde M. 15.02 Valbusa M. 18.31 Roffo L. 29.37 Testa F. 37.31 Bortot R. |

| Arbitro: | Liotta, Bortoli |

| |           |               |
| Corradin M. 0.28 Roffo L. 3.23 Pozzan F. 12.12 Roffo L. 13.36 Bortot R. 16.53 Rigoni F. 20.29 Bortot R. 21.55 Roffo L. 25.48 Valbusa M. 27.45 Rigoni F. 28.18 Stevanoni M. 30.50 Bortot R. 31.39 Testa S. 32.19 Pozzan F. 35.54 Betello M. 39.22 | Marcatori | 9.19 Ricci G. |

#### Semifinali
| Arbitro: | Rigoni, Corponi |

| |           | |
| Roffo L. 19.44 Testa F. 19.54 Corradin M. 21.31 Corradin M. (PP) 29.33 Stevanoni M. 29.49 Agerde M. (PP) 35.38 | Marcatori | 2.23 (PP) Comencini 8.07 (PP) Mosele 12.23 Zanin 17.08 (PP) Mantese 26.25 Mosele 38.37 (PP) Mosele |

| Arbitro: | Grandini, Corponi |

|                                                     |           |                                                   |
| Rigoni S. (PP) 1.12 Tessari L. 5.38 Stella S. 11.55 | Marcatori | 4.35 Roffo L. 5.47 Bortot R. 10.30 (PP) Bortot R. |

| Arbitro: | Turrini, Rigoni |

| |           |  |
| Grigoletto M. 3.06 Valbusa M. 10.19 Roffo L. 11.34 Testa S. 17.11 Bortot R. 19.17 Stevanoni M. 21.19 Valbusa M. 29.26 Valbusa M. 29.44 Pozzan F. 30.01 Corradin M. 32.12 Testa F. 37.04 Corradin M. 37.55 Bortot R. 38.02 | Marcatori |  |

### Campionato
| Giornata | Data             | Partita                                           | Risultato | Marcatori |
| -------- | ---------------- | ------------------------------------------------- | --------- | --- |
| 1        | 8 ottobre 2011   | Riposo                                            | -         | |
| 2        | 15 ottobre 2011  | Hockey Club Latina - Diavoli Vicenza              | 3 - 17    | 11.53' Valbusa M. (VI), 12.33' Valbusa M.(VI), 15.54' Roffo L.(VI), 16.24' Valbusa M.(VI), 17.04' Roffo L. (VI), 24.48' Testa F. (VI), 25.51' Roffo L. (VI), 27.40' Stevanoni M. (VI), 32.48' Somavilla (LT), 33.24' Valbusa M.(VI), 34.15' Gamba F. (VI), 35.37' Roffo L. (VI), 37.32' Roffo L. (VI), 41.15' Agerde M. (VI), 44.10' Stevanoni M. (VI), 44.28' Roffo L. (VI), 47.05' Trinetti (LT), 47.21' Trinetti (LT), 49.31' Maran F. (VI), 49.50' Testa F. (VI) |
| 3        | 22 ottobre 2011  | Diavoli Vicenza - Ghosts Hockey Team Padova       | 5 - 5     | 9.17' Roffo L. (VI), 12.54' Mosele (PD) pp, 14.17' Frigo (PD), 19.14' Corradin M. (VI), 26'49 Mantese (PD) pp, 29.08' Mantese (PD), 30.27' Bortot R. (VI) pp, 33.01' Mantese (PD) pp, 33.15' Roffo L. (VI), 42.07' Roffo L. (VI) |
| 4        | 29 ottobre 2011  | Asiago Vipers - Diavoli Vicenza                   | 3 - 5     | 13.37' Rigoni F. (VI), 22.53' Bortot R. (VI), 27.45' Rigoni A. (AS), 30.01' Bortot R. (VI), 39.27' Bortot R. (VI), 39.40' Tessari L. (AS), 40.56' Roffo L. (VI), 28.03' Satori C. (AS) |
| 5        | 5 novembre 2011  | Diavoli Vicenza - Hockey Club Milano 24           | 5 - 1     | 9.09' Bortot R. (VI), 13.04' Bortot R. (VI), 16.38' Kucera Z. (MI), 23.43' Testa F. (VI), 26.54' Testa F. (VI), 47.55' Bortot R. (VI) |
| 6        | 12 novembre 2011 | Edera Trieste - Diavoli Vicenza                   | 6 - 2     | 1.56' S. Zerdin (TR), 17.35' S. Zerdin (TR), 18.12' G. Krivic (TR), 29.49' Stevanoni M. (VI), 32.40' S. Zerdin (TR), 34.58' Roffo L. (VI), 35.34' J. Laricchia (TR), 49.12' J. Laricchia (TR) |
| 7        | 19 novembre 2011 | Diavoli Vicenza - A.S.D. Cittadella Hockey        | 11 - 1    | 0.33' Bortot R. (VI), 1.23' Testa F. (VI), 9.05' Bortot R. (VI), 14.12' Valbusa M.(VI), 16.23' Roffo L. (VI), 21.07' Testa F. (VI), 27.48' Rigoni F.(VI), 31.26' Kelly Spain (CI), 43.49' Valbusa M.(VI), 46.03' Testa S. (VI), 48.41' Roffo L. (VI), 49.14' Testa F. (VI) |
| 8        | 26 novembre 2011 | Hockey Empoli - Diavoli Vicenza                   | 2 - 3     | 16.49' Branzanti (EM), 21.54' Valbusa M.(VI), 28.02' Bellè (EM), 34.11' Stevanoni M. (VI), 35.50' Testa F. (VI) |
| 9        | 3 dicembre 2011  | Riposo                                            |           | |
| 10       | 10 dicembre 2011 | Diavoli Vicenza - Lions Arezzo Hockey Club        | 10 - 2    | 0.25' Bortot R. (VI), 9.00' Maran F. (VI), 10.05' Testa S. (VI), 10.48' Valbusa M. (VI), 17.38' Testa F. (VI), 18.16' Testa S. (VI), 23.01' Testa F. (VI), 25.45' Montanari (AR), 29.19' Valbusa M. (VI), 30.08' Grigoletto M. (VI), 35.22' Schiti (AR), 43.45' Bortot R. (VI) |
| 11       | 17 dicembre 2011 | Hockey Club Monleale Sportleale - Diavoli Vicenza | 2 - 2     | 9.10' Stevanoni M. (VI), 11.12' Bartheldy Tomas (MO), 20.44' Mosele R. (VI), 34.33' Faravelli Alberto (MO) |
| 12       | 7 gennaio 2012   | Riposo                                            | -         | |
| 13       | 14 gennaio 2012  | Diavoli Vicenza - Hockey Club Latina              | 12 - 1    | 6.09' Zacchi (LA), 7.07'Valbusa M. (VI), 7.37' Valbusa M. (VI), 10.15' Testa S. (VI), 11.55' Bortot R. (VI), 21.49' Agerde M. (VI), 22.56' Bortot R. (VI), 35.44' Corradin M. (VI), 36.08' Bellinaso A. (VI), 36.12' Testa F. (VI), 39.25' Roffo L. (VI), 41.25' Maran F. (VI), 49.38' Roffo L. (VI) |
| 14       | 21 gennaio 2012  | Ghosts Hockey Team Padova - Diavoli Vicenza       | 5 - 5     | 7.34' Sommadossi (PD), 13.23' Mosele R. (VI), 24.01' Roffo L. (VI), 24.51' Bortot R. (VI), 26.27' Testa F. (VI), 38.51' Testa F. (VI), 42.13' Ustignani (PD), 43.27' Frigo (PD), 49.39' Sommadossi (PD), 49.51' Sommadossi (PD) |
| 15       | 28 gennaio 2012  | Diavoli Vicenza - Asiago Vipers                   | 8 - 1     | 0.29' Stevanoni M. (VI), 2.28' Mosele R. (VI), 20.31' Bortot R. (VI), 21.10' Roffo L. (VI), 24.02' Bortot R. (VI), 30.05' Mosele R. (VI), 33.33' Rigoni A. (AS), 38.50' Mosele R. (VI), 49.26' Maran F. (VI) |
| 16       | 11 febbraio 2012 | Hockey Club Milano 24 - Diavoli Vicenza           | 7 - 1     | 5.37' Kucera (MI), 13.45' Simunek (MI), 17.56' Pau (MI), 34.00' Comencini (MI), 40.08' Kucera (MI), 42.35' Simunek (MI), 47.19' Simunek (MI), 47.49' Roffo L. (VI) |
| 17       | 21 febbraio 2012 | Diavoli Vicenza - Edera Trieste                   | 3 - 8     | 3.04' Hammond (TR), 4.20' Laricchia (TR), 10.00' Hammond (TR), 12.14' Frizzera (TR), 16.36' Mosele R. (VI), 17.04' Mosele R. (VI), 22.24' Sorrenti (TR), 27.32' Bortot R. (VI), 32.09' Laricchia (TR), 34.12' Hammond (TR), 45.41' Hammond (TR) |
| 18       | 25 febbraio 2012 | A.S.D. Cittadella Hockey - Diavoli Vicenza        | 1 - 9     | 3.47' Roffo L. (VI), 12.31' Grigoletto M. (VI), 16.59' Roffo L. (VI), 23.12' Stevanoni M. (VI), 24.39' Bortot R. (VI), 26.23' Bortot R. (VI), 29.55' Bellinaso A. (VI), 35.21' Roffo L. (VI), 42.07' Mosele R. (VI), 48.12' Tombolan (CI) |
| 19       | 4 marzo 2012     | Diavoli Vicenza - Hockey Empoli                   | 7 - 2     | 7.39' Valbusa M. (VI), 10.06' Corradin M. (VI), 24.13' Bortot R. (VI), 27.00' Corradin M. (VI), 30.04' Roffo L. (VI), 37.33' Stevanoni M. (VI), 39.15' Mosele R. (VI), 42.15' Bellè (EM), 49.54' Zazzaron (EM) |
| 20       | 10 marzo 2012    | Riposo                                            |           | |
| 21       | 17 marzo 2012    | Lions Arezzo Hockey Club - Diavoli Vicenza        | 6 - 4     | 4.07' Bini (AR), 7.08' Agerde M. (VI), 8.51' Pozzan F. (VI), 10.11' Bini (AR), 23.41' Testa S. (VI), 25.28' Cuseri (AR), 26.34' Tognozzi (AR), 34.30' Patriarchi (AR), 37.32' Grigoletto M. (VI), 49.19' Patriarchi (AR) |
| 22       | 24 marzo 2012    | Diavoli Vicenza - Hockey Club Monleale Sportleale | 4 - 1     | 12.15' Gruber I. (VI), 19.22' Bartheldy (MO), 28.06' Bortot R. (VI), 46.11' Rigoni F. (VI), 49.23' Stevanoni M. (VI) |

### Play Off

#### Semifinale
| Arbitro: | Rigoni, Raia |

| |           |               |
| Ciresa M. 1.15 Hammond D. 13.54 Ciresa M. 14.14 Hammond D. 15.59 Ciresa M. 21.54 Laricchia J. 47.09 | Marcatori | 5.24 Roffo L. |

| Arbitro: | Grandini, Lega |

|                                                                              |           | |
| Roffo L. 2.04 Valbusa M. 15.46 Roffo L. 19.59 Mosele R. 38.32 Testa F. 44.01 | Marcatori | 3.37 Hammond 13.03 Laricchia 15.27 Ciresa 21.51 Ciresa 34.01 Hammond 34.17 Laricchia 35.22 Laricchia 42.51 Armani 45.32 Ciresa |

### Statistiche A1

#### Statistiche di squadra
| Competizione | Punti | In casa | In casa | In casa | In casa | In casa | In casa | In trasferta | In trasferta | In trasferta | In trasferta | In trasferta | In trasferta | Totale | Totale | Totale | Totale | Totale | Totale | Totale |
| Competizione | Punti | G       | V       | N       | P       | Gf      | Gs      | G            | V            | N            | P            | Gf           | Gs           | G      | V      | N      | P      | Gf     | Gs     | DG     |
| ------------ | ----- | ------- | ------- | ------- | ------- | ------- | ------- | ------------ | ------------ | ------------ | ------------ | ------------ | ------------ | ------ | ------ | ------ | ------ | ------ | ------ | ------ |
| Coppa Italia |       | 3       | 2       | 0       | 1       | 34      | 7       | 2            | 1            | 0            | 1            | 8            | 3            | 5      | 3      | 0      | 2      | 42     | 10     | 32     |
| Campionato   | 36    | 9       | 7       | 1       | 1       | 65      | 22      | 9            | 4            | 3            | 2            | 48           | 35           | 18     | 11     | 4      | 3      | 113    | 57     | 56     |
| Play-Off     |       | 1       | 0       | 0       | 1       | 5       | 9       | 1            | 0            | 0            | 1            | 1            | 5            | 2      | 0      | 0      | 2      | 6      | 15     | -9     |
| Totale       |       | 13      | 9       | 1       | 3       | 104     | 38      | 12           | 5            | 3            | 4            | 57           | 43           | 25     | 14     | 4      | 7      | 161    | 82     | 79     |

#### Classifica marcatori stagionali
| Giocatore         | Ruolo      | Coppa Italia | Coppa Italia | Coppa Italia | Campionato | Campionato | Campionato | Play Off | Play Off | Play Off | Totale | Totale | Totale |
| Giocatore         | Ruolo      | Pres         | Gol          | Pen          | Pres       | Gol        | Pen        | Pres     | Gol      | Pen      | Pres   | Gol    | Pen    |
| ----------------- | ---------- | ------------ | ------------ | ------------ | ---------- | ---------- | ---------- | -------- | -------- | -------- | ------ | ------ | ------ |
| Luca Roffo        | Attaccante | 5            | 7            | 0            | 15         | 20         | 38         | 2        | 3        | 0        | 22     | 30     | 38     |
| Roberto Bortot    | Attaccante | 5            | 8            | 0            | 14         | 20         | 18         | 1        | 0        | 0        | 20     | 28     | 18     |
| Michele Valbusa   | Difensore  | 5            | 5            | 4            | 17         | 12         | 16         | 2        | 1        | 0        | 24     | 18     | 20     |
| Fabio Testa       | Difensore  | 5            | 3            | 2            | 17         | 13         | 24         | 2        | 1        | 2        | 24     | 17     | 28     |
| Massimo Stevanoni | Attaccante | 5            | 3            | 0            | 15         | 9          | 18         | 2        | 0        | 2        | 22     | 12     | 20     |
| Michael Corradin  | Difensore  | 5            | 5            | 6            | 12         | 4          | 58         | 2        | 0        | 0        | 19     | 9      | 64     |
| Riccardo Mosele   | Attaccante | 0            | 0            | 0            | 8          | 8          | 6          | 2        | 1        | 2        | 10     | 9      | 8      |
| Stefano Testa     | Difensore  | 5            | 2            | 0            | 17         | 5          | 24         | 2        | 0        | 0        | 24     | 7      | 24     |
| Fabrizio Maran    | Attaccante | 0            | 0            | 0            | 18         | 6          | 4          | 2        | 0        | 0        | 20     | 6      | 4      |
| Fabio Rigoni      | Difensore  | 5            | 2            | 2            | 18         | 3          | 18         | 2        | 0        | 2        | 25     | 5      | 22     |
| Matteo Agerde     | Attaccante | 5            | 2            | 0            | 18         | 3          | 10         | 2        | 0        | 0        | 25     | 5      | 10     |
| Filippo Pozzan    | Attaccante | 5            | 3            | 0            | 16         | 1          | 2          | 2        | 0        | 0        | 23     | 4      | 2      |
| Marco Grigoletto  | Attaccante | 5            | 1            | 2            | 13         | 3          | 2          | 1        | 0        | 0        | 19     | 4      | 4      |
| Antonio Bellinaso | Difensore  | 5            | 0            | 0            | 18         | 2          | 6          | 2        | 0        | 0        | 25     | 2      | 6      |
| Mattia Betello    | Difensore  | 3            | 1            | 0            | 4          | 0          | 0          | 0        | 0        | 0        | 7      | 1      | 0      |
| Ingemar Gruber    | Difensore  | 0            | 0            | 0            | 2          | 1          | 0          | 2        | 0        | 0        | 4      | 1      | 0      |
| Fabio Gamba       | Attaccante | 5            | 0            | 0            | 9          | 1          | 0          | 0        | 0        | 0        | 14     | 1      | 0      |
| Attaccanti        |            | 5            | 24           | 2            | 18         | 71         | 98         | 2        | 4        | 4        | 25     | 99     | 104    |
| Difensori         |            | 5            | 18           | 14           | 18         | 40         | 146        | 2        | 2        | 4        | 25     | 60     | 164    |
| Totale            |            | 5            | 42           | 16           | 18         | 111        | 244        | 2        | 6        | 8        | 25     | 159    | 268    |

#### Statistiche portieri stagionali
| Giocatore    | SO | Coppa Italia | Coppa Italia | Coppa Italia | Campionato | Campionato | Campionato | Play Off | Play Off | Play Off | Totale | Totale | Totale |
| Giocatore    | SO | Min          | Gol          | GAA          | Min        | Gol        | GAA        | Min      | Gol      | GAA      | Min    | Gol    | GAA    |
| ------------ | -- | ------------ | ------------ | ------------ | ---------- | ---------- | ---------- | -------- | -------- | -------- | ------ | ------ | ------ |
| Alberti A.   | 1  | 183          | 10           | 2,18         | 838        | 51         | 3,04       | 64       | 13       | 10,16    | 1085   | 74     | 3,41   |
| Valbusa N.   | -  | 0            | 0            | 0            | 16         | 1          | 3,125      | 36       | 2        | 2,77     | 52     | 3      | 2,88   |
| Guglielmi D. | -  | 17           | 0            | 0            | 46         | 4          | 4,34       | 0        | 0        | 0        | 63     | 4      | 3,17   |

## Serie B

### Coppa Lega B: Girone Veneto
| Giornata | Data             | Partita                         | Risultato | Marcatori |
| -------- | ---------------- | ------------------------------- | --------- | --------- |
| 1        | 16 ottobre 2011  | Diavoli Vicenza - Asiago Vipers | 7 - 9     |           |
| 2        | 22 ottobre 2011  | CUS Verona - Diavoli Vicenza    | 13 - 1    |           |
| 3        | 6 novembre 2011  | Diavoli Vicenza - Asiago Black  | 6 - 13    |           |
| 4        | 12 novembre 2011 | Asiago Vipers - Diavoli Vicenza | 12 - 5    |           |
| 5        | 20 novembre 2011 | Diavoli Vicenza - CUS Verona    | 9 - 6     |           |
| 6        | 27 novembre 2011 | Asiago Black - Diavoli Vicenza  | 4 - 6     |           |

### Campionato: Girone B
| Giornata | Data             | Partita                            | Risultato | Marcatori |
| -------- | ---------------- | ---------------------------------- | --------- | --------- |
| 1        | 15 gennaio 2012  | Ferrara Hockey - Diavoli Vicenza   | 11 - 1    |           |
| 2        | 22 gennaio 2012  | Diavoli Vicenza - CUS Verona       | 6 - 6     |           |
| 3        | 29 gennaio 2012  | Asiago Vipers - Diavoli Vicenza    | 5 - 7     |           |
| 4        | 25 febbraio 2012 | Diavoli Vicenza - Nutrie Russi     | 11 - 3    |           |
| 5        | 19 febbraio 2012 | Romagna Riccione - Diavoli Vicenza | 4 - 3     |           |
| 6        | 26 febbraio 2012 | Diavoli Vicenza - Estensi Ferrara  | 11 - 1    |           |
| 7        | 4 marzo 2012     | Asiago Black - Diavoli Vicenza     | 7 - 8     |           |
| 8        | 11 marzo 2012    | Diavoli Vicenza - Ferrara Hockey   | -         |           |
| 9        | 18 marzo 2012    | CUS Verona - Diavoli Vicenza       |           |           |
| 10       | 25 marzo 2012    | Diavoli Vicenza - Asiago Vipers    | -         |           |
| 11       | 1º aprile 2012   | Nutrie Russi - Diavoli Vicenza     | -         |           |
| 12       | 15 aprile 2012   | Diavoli Vicenza - Romagna Riccione | -         |           |
| 13       | 22 aprile 2012   | Estensi Ferrara - Diavoli Vicenza  | -         |           |
| 14       | 29 aprile 2012   | Diavoli Vicenza - Asiago Black     | -         |           |

### Statistiche B

#### Statistiche di squadra
| Competizione  | Punti | In casa | In casa | In casa | In casa | In casa | In casa | In trasferta | In trasferta | In trasferta | In trasferta | In trasferta | In trasferta | Totale | Totale | Totale | Totale | Totale | Totale | Totale |
| Competizione  | Punti | G       | V       | N       | P       | Gf      | Gs      | G            | V            | N            | P            | Gf           | Gs           | G      | V      | N      | P      | Gf     | Gs     | DG     |
| ------------- | ----- | ------- | ------- | ------- | ------- | ------- | ------- | ------------ | ------------ | ------------ | ------------ | ------------ | ------------ | ------ | ------ | ------ | ------ | ------ | ------ | ------ |
| Coppa di Lega |       | 3       | 1       | 0       | 2       | 22      | 28      | 3            | 1            | 0            | 2            | 12           | 29           | 6      | 2      | 0      | 4      | 34     | 57     | -23    |
| Totale        |       | 3       | 1       | 0       | 2       | 22      | 28      | 3            | 1            | 0            | 2            | 12           | 29           | 6      | 2      | 0      | 4      | 34     | 57     | -23    |